# (9616) 1993 FR3
(9616) 1993 FR3 là một tiểu hành tinh vành đai chính. Nó được phát hiện bởi Eleanor F. Helin ở Đài thiên văn Palomar ở Quận San Diego, California, ngày 21 tháng 3 năm 1993.